# Ackolad (musik)
Ackolad kallas den klammerparentes som i partitur, piano- och orgelnoter med mera sammanbinder två eller flera notsystem, vilka skall avläsas respektive spelas samtidigt. Med ackolad avses också de på så sätt sammanbundna systemen.